# Equazioni di Rabinovič-Fabrikant

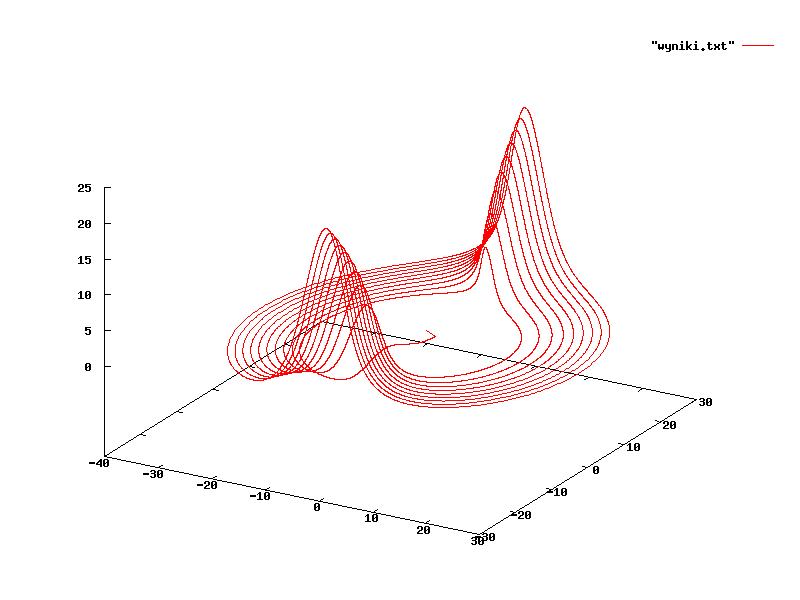

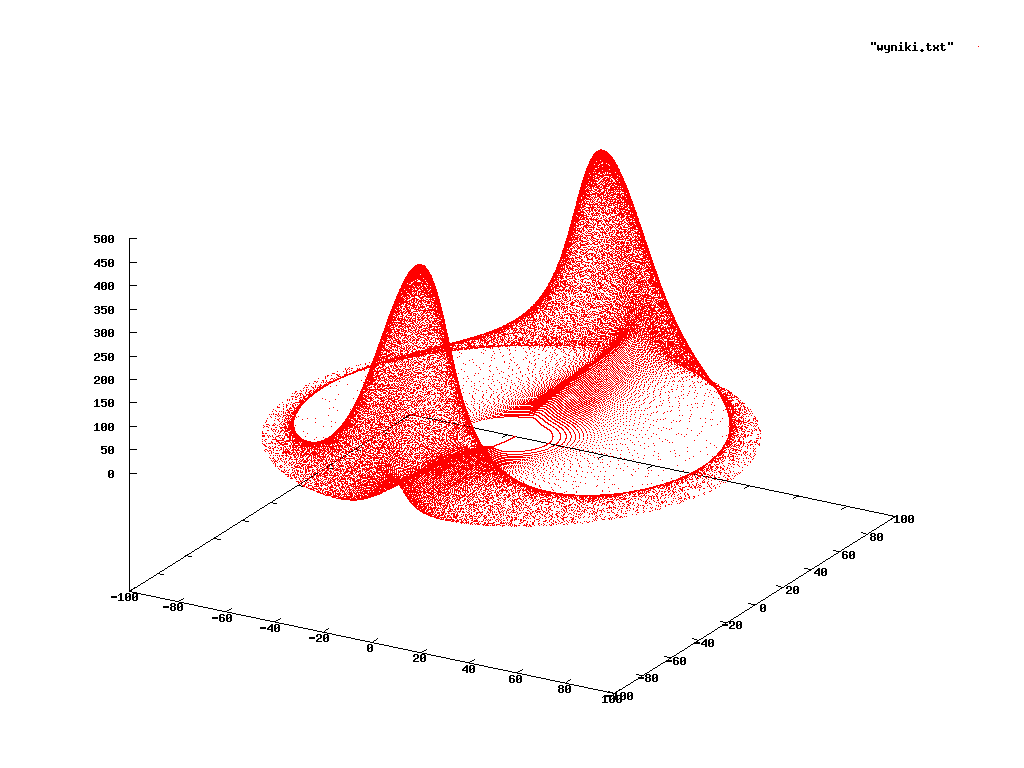

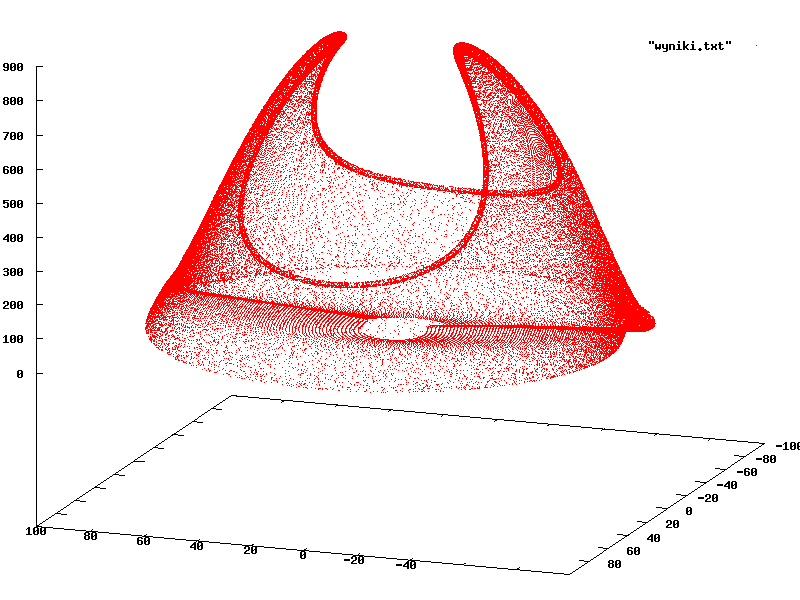

Le equazioni di Rabinovič-Fabrikant sono un insieme di tre equazioni differenziali ordinarie accoppiate che mostrano un comportamento caotico per determinati valori dei parametri. Prendono il loro nome dai fisici sovietici Michail Rabinovič e Anatolij Fabrikant, che le hanno descritte nel 1979. 

## Descrizione del sistema
Le equazioni sono:
{\displaystyle {\dot {x}}=y(z-1+x^{2})+\gamma x\,}
{\displaystyle {\dot {y}}=x(3z+1-x^{2})+\gamma y\,}
{\displaystyle {\dot {z}}=-2z(\alpha +xy),\,}
dove α, γ sono costanti che controllano l'evoluzione del sistema. Per alcuni valori di α e γ, il sistema è caotico, ma per altri tende a un'orbita periodica stabile.
Danca e Chen sottolineano quanto il sistema Rabinovič-Fabrikant sia difficile da analizzare (a causa della presenza di termini quadratici e cubici) e che è possibile ottenere attrattori diversi per gli stessi parametri utilizzando diverse grandezze nell'integrazione. Inoltre, recentemente, è stato scoperto un attrattore nascosto nel sistema Rabinovič-Fabrikant.

### Punti di equilibrio

Grafico delle regioni per cui i punti di equilibrio esiste.

Il sistema Rabinovič-Fabrikant ha cinque punti di equilibrio iperbolico, uno all'origine e quattro dipendenti dai parametri di sistema α e γ :
{\displaystyle {\tilde {\mathbf {x} }}_{0}=(0,0,0)}
{\displaystyle {\tilde {\mathbf {x} }}_{1,2}=\left(\pm q_{-},-{\frac {\alpha }{q_{-}}},1-\left(1-{\frac {\gamma }{\alpha }}\right)q_{-}^{2}\right)}
{\displaystyle {\tilde {\mathbf {x} }}_{3,4}=\left(\pm q_{+},-{\frac {\alpha }{q_{+}}},1-\left(1-{\frac {\gamma }{\alpha }}\right)q_{+}^{2}\right)}
dove
{\displaystyle q_{\pm }={\sqrt {\frac {1\pm {\sqrt {1-\gamma \alpha \left(1-{\frac {3\gamma }{4\alpha }}\right)}}}{2\left(1-{\frac {3\gamma }{4\alpha }}\right)}}}}
Questi punti di equilibrio esistono solo per determinati valori di α e γ > 0.

### γ = 0.87, α = 1.1
Un esempio di comportamento caotico è ottenuto per γ = 0.87 e α = 1.1 con condizioni iniziali di (-1, 0, 0.5). La dimensione di correlazione è risultata pari a 2,19 ± 0,01. Gli esponenti di Ljapunov, λ sono approssimativamente 0.1981, 0, -0.6581 e la dimensione di Kaplan-Yorke, D KY ≈ 2.3010

### γ = 0,1
Danca e Romera  hanno mostrato che per γ = 0,1, il sistema è caotico per α = 0,98, ma progredisce su un ciclo limite stabile per α = 0,14. 

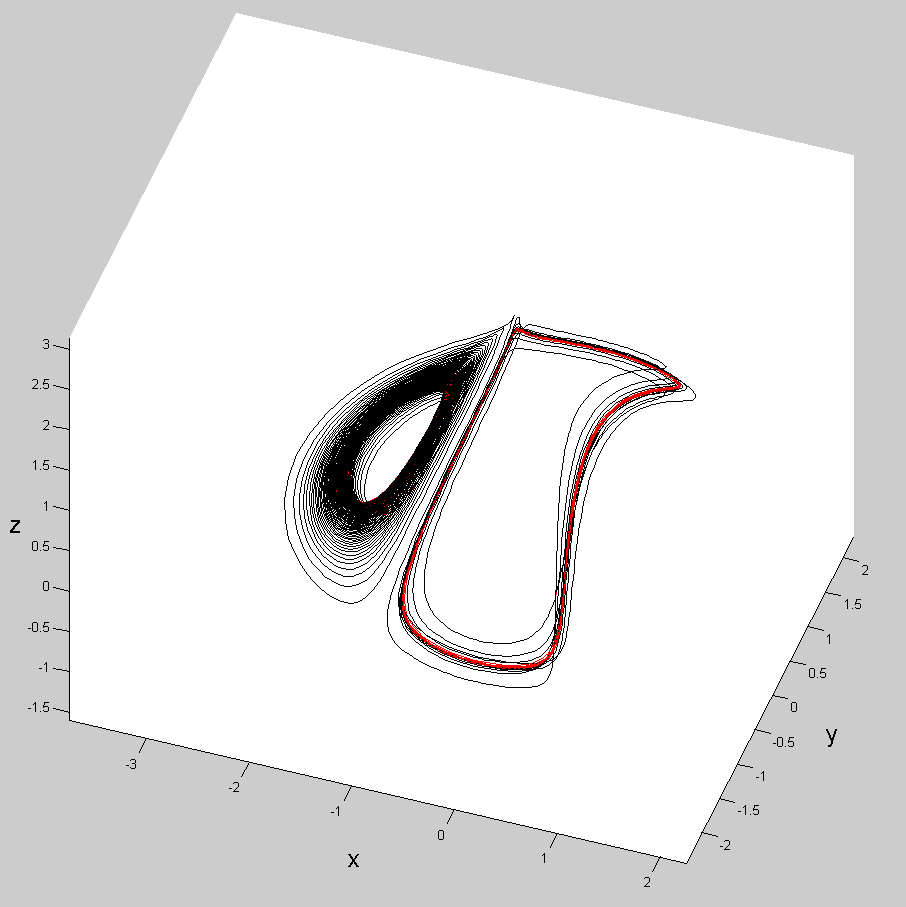
Diagramma parametrico 3D della soluzione delle equazioni Rabinovič-Fabrikant per α = 0,14 e γ = 0,1 (il ciclo limite è mostrato dalla curva rossa)